# دوامات
دَوَّامات أو جرنوسيات أو فصيلة جارينيدي (الاسم العلمي: Gyrinidae)، فصيلة حشرات مائية قانصة من غمديات الأجنحة. تضم حوالي 700 نوع مُنتشرة في جميع أنحاء العالم، في 15 جنسًا، بالإضافة إلى بعض الأنواع الأحفورية.